# Sesbania rostrata
Sesbania rostrata là một loài thực vật có hoa trong họ Đậu. Loài này được Bremek. & Oberm. miêu tả khoa học đầu tiên.